# Pietà (Tizian)
Pietà, ki je zdaj v Gallerie dell'Accademia v Benetkah, je ena zadnjih slik italijanskega mojstra Tiziana in je v svojem končnem, razširjenem stanju ob njegovi smrti leta 1576 ostala nedokončana, dokončal pa jo je Palma Giovane. Tizian je nameraval, da bi visela nad njegovim grobom, dve stopnji poslikave pa naj bi se prilegali v dve različni cerkvi.
Slika je med zadnjimi Tizianovimi slikami, ena od mnogih, ki so ob njegovi smrti ostale nedokončane. Napis v spodnjem delu slike označuje, da jo je dokončal Palma Giovane, čigar posegi so bili, kot kaže, omejeni na najmanjšo možno mero in se je po svojih najboljših močeh ujemal s Tizianovim slogom. Minimalističen pogled na področja, na katerih je delal, je, da je bil »omejen na angela z baklo in na dotikanje timpanona kamnitega svetišča«, vendar se domneva, da kip ženske in Hieronimov plašč prikazujeta njegovo roko in morda se je dotaknil arhitekture bolj na splošno.
Slika je ena iz skupine v značilnem Tizianovem poznem slogu, ki se v celoti začne okrog leta 1570, čeprav nadaljuje trende, opažene v prejšnjih delih vse do sredine 1550-ih let. Pogosto je dolgo časa hranil slike v ateljeju, ob njegovi smrti leta 1576 jih je bilo nekaj verjetno nedokončanih. Njegovo delo s čopičem postane drzno, a nenatančno in impresionistično, velikokrat predelano, kot je zapisano v znamenitem opisu Palme Giovane. Razlika med oblikami in prostorom med njimi skoraj izgine in »Oblike se pojavljajo kot prikazni iz okoliške teme, masa pa je reducirana na utripajoč vzorec barve in svetlobe. V njegovih zadnjih letih so imeli za Tiziana resničnost samo ti elementi«.
Dolgo trajajo razprave o tem, katera dela iz 1570-ih so bila dokončana in kdo jih je dokončal. V tem primeru je znano, da je glavno skupino Pietà v njeni prvi obliki dokončal Tizian, celotno razširjeno kompozicijo pa je dokončal Palma Giovane. Druge pomembne slike iz 1570-ih so Tarquin in Lucretia, ki je bila dostavljena leta 1571, sveti Hieronim, dostavljen leta 1575, in Odiranje Marsiasa, Akteonova smrt, sveti Boštjan iz muzeja Ermitaž in Kronanje s trnjem v Münchnu, vse ki so bile verjetno v njegovem ateljeju ob njegovi smrti.

## Opis
Izvirna, precej manjša kompozicija, ki samo prikazuje osnovni dve figuri standardnega subjekta Pietà v krščanski umetnosti, ki sestoji iz Device Marije, ki stiska Kristusovo mrtvo telo, je bila po dokončanju in dostavi razširjena (glej spodaj).
Za osrednjima figurama je zdaj velika rustikalna manieristična edikula ali niša, obkrožena s kipi, ki stojijo na podstavkih z izrezljanimi velikanskimi levjimi glavami. Vzdolž vrha zlomljenega pedimenta šest gorečih svetilk daje medlo svetlobo, druga napol skrita v središču, okoli njih pa rastlinje, morda »figovi listi padca človeka«. Zgoraj levo je viden košček temnega neba. Trije masivni sklepnikom podobni bloki v sredini se spuščajo celo pod dno pedimenta, kar je značilnost manieristične arhitekture Giulia Romana in njegovih privržencev. Ti trije bloki naj bi predstavljali Sveto Trojico ali Kristusa kot temelj vere.
Lik, ki je bodisi Nikodem iz evangelijev ali, kot se danes običajno misli, sveti Hieronim, se približa Kristusu na njegovih kolenih in seže, da bi se dotaknil njegove roke. Na splošno velja, da je to Tizianov avtoportret. Na levi stoji in zaključuje pravokotni trikotnik človeških figur Marija Magdalena, ki se za razliko od drugih figur zdi v gibanju. Ni jasno, ali je pravkar prispela na kraj dogodka ali je prestrašena odhitela.
Dva kipa ob straneh velike niše v ozadju sta Mojzes na levi in helespontinska Sibila na desni, oba prepoznavna po napisih na svojih podstavkih. Verjame se, da je Sibila prerokovala Kristusov prihod in njegovo križanje. Putto-angel z gorečo baklo osvetljuje prizor, ki je temen in očitno postavljen v noč. Zlasti njegova bakla razkriva zlati mozaik v polkupoli niše, kjer v sredini pelikan hrani svoje mladiče tako, da kljuva lastne prsi, da bi vzel kri, pojav, za katerega so verjeli že od klasičnih časov v tradicionalni zoologiji in je postal običajen vizualni simbol Kristusovega trpljenja in njegovih odrešilnih učinkov za človeka.
V spodnjem desnem kotu je majhna slika ex voto naslonjena na podnožje desnega kipa. Prikazuje dva moška, ki klečita v molitvi Pietà v zraku. Ta naj bi predstavljala Tiziana in njegovega sina Orazia, ki verjetno molita, da bi jima bila odrešena kuga, ki ju je dejansko ubila oba, celo leto po tem, ko je prispela v Benetke. Za sliko in delno zakrit z njo je majhen ščit s Tizianovim grbom. V spodnjem levem kotu drug mlad angel dviguje žaro, morda magdalenin atribut kozarca mazila.

## Zgodovina
Tizian je vedno nameraval biti pokopan v cerkvi v Pieve di Cadore, kjer je bil krščen. Pogosto je obiskoval vas na robu beneškega ozemlja v gorah kakih 110 km skoraj severno od mesta, čeprav je iz nje odšel v Benetke več kot 75 let pred svojo smrtjo leta 1576. Toda okrog leta 1572 je vrsta prepirov s tamkajšnjimi lokalnimi oblastmi in njegovimi sorodniki pripeljala do tega, da si je premislil in načrtoval pokop v veliki frančiškanski cerkvi Frari v Benetkah, v kateri sta bili dve njegovi pomembni zgodnji mojstrovini, Marijino vnebovzetje na glavnem oltarju in Pesarov oltar  na stranski steni, skoraj nasproti predvidenega mesta.
Izbral je mesto v kapeli z znanim razpelom in zanj izdelal Pietà ter jo podaril cerkvi. Mislil je, da ima dogovor z brati, a se je izkazalo, da razpela ne bodo premaknili in so sliko obesili v drugo kapelo. Tizian je bil besen in je sčasoma dosegel, da je papeški nuncij v Benetkah z dekretom z dne 1. marca 1575 naročil bratom, naj mu vrnejo sliko. Tizian je zdaj znova načrtoval, da bo pokopan v cerkvi v Pieve di Cadore, s sliko nad velikim oltarjem, in ko je bila slika spet v njegovem ateljeju, jo je razširil, da je ustrezala tamkajšnjemu prostoru.
Leta 1576 je Tizian umrl sredi velike epidemije kuge, nekaj dni pozneje mu je umrl njegov sin Orazio, zato je bilo nemogoče poskrbeti za prevoz trupla v Cadore. Vsaj ni bil pokopan v enem od množičnih grobov, v katerih je bila večina mrtvih, ampak so ga tiho odnesli v Frari in tam pokopali. Slika bi bila verjetno odnesena v Cadore, če bi Orazio preživel kugo, toda z njegovo smrtjo je bilo lastništvo Tizianove posesti sporno med različnimi dediči in je ostala v Benetkah.ref>Hale, 722–723</ref>
Sliko je dokončal Palma Giovane; zdi se, da jo je dobil šele nekaj let po Tizianovi smrti in jo je nato nekaj let imel v svojem studiu. Dodal je napis, ki beleži njegov prispevek pod Kristusom. Šele po Palmovi smrti leta 1628 je končno visela v cerkvi, vendar je bila to cerkev sv. Angela v Benetkah, ki je bila leta 1810 zaprta in leta 1837 porušena. Leta 1814 je vstopila v Gallerie dell'Accademia. Slika je postala prisotna v Frari, saj je ena od petih Tizianovih verskih slik, predstavljenih v marmornih reliefih na njegovem velikem spomeniku, postavljenem v cerkvi v 19. stoletju, v kapeli, kjer naj bi visela slika.